# Vosseleriana
Vosseleriana is een geslacht van rechtvleugeligen uit de familie veldsprinkhanen (Acrididae). De wetenschappelijke naam van dit geslacht is voor het eerst geldig gepubliceerd in 1924 door Uvarov.

## Soorten
Het geslacht Vosseleriana omvat de volgende soorten:
- Vosseleriana arabica Mishchenko, 1937
- Vosseleriana dentata Predtechenskii, 1937
- Vosseleriana eburnea Baccetti, 2004
- Vosseleriana fonti Bolívar, 1902
- Vosseleriana korsakovi Chopard, 1943
- Vosseleriana paradoxa Bey-Bienko, 1948
- Vosseleriana picta Mishchenko, 1937
- Vosseleriana somali Uvarov, 1923
- Vosseleriana strepens Uvarov, 1938